# Vurberk
Vurberk je naselje v Občini Duplek.

## Kulturne znamenitosti
- Grad Vurberk
- Festival narodnozabavne glasbe Vurberk